# Captains de Lake County
Les Captains de Lake County (en anglais : Lake County Captains) sont une équipe de ligue mineure de baseball basée à Eastlake (Ohio). Affiliés à la formation de MLB des Cleveland Indians, les Captains jouent au niveau Simple-A en Midwest League après avoir évolué en South Atlantic League jusqu'en 2009. Fondée en 1991 à Columbus (Géorgie) sous le nom de Columbus Indians, l'équipe évolue depuis 2003 à Eastlake (Ohio).

## Histoire

### Columbus Indians (1991)
La création de cette formation résulte d'une expansion de la South Atlantic League. Sous la conduite du manager Mike Brown, Columbus enregistre 73 victoires pour 69 défaites accrochant la quatrième place de sa division.

### Columbus RedStixx (1992-2002)
Après une saison inaugurale sous le nom des Indians en référence aux Cleveland Indians, l'équipe change de nom et adopte celui de RedStixx. C'est un hommage aux Red Sticks, nom des Creeks peuplant la région avant l'arrivée des colons.
Columbus dispute deux finales de la League, mais échoue les deux fois dans la quête du titre. En 2000, les RedStixx s'inclinent 3-0 face aux Delmarva Shorebirds ; En 2002, les Hickory Crawdads s'imposent 3-2.

### Lake County Captains (depuis 2003)
L'équipe déménage à Eastlake (Ohio) et adopte le nom de Captains, en raison de la proximité du lac Érié. Sur la lancée des bons résultats enregistrés lors des dernières saisons passées à Columbus, les Captains retrouvent la finale de la League en 2003. Ils s'inclinent à nouveau, 3-1 contre les Rome Braves.

## Palmarès
- Vice-champion de la South Atlantic League : 2000, 2002, 2003

## Principaux anciens joueurs
- Fausto Carmona
- Víctor Martínez
- C.C. Sabathia
- Aaron Laffey